# Дужина обалске линије језера
Дужина обалске линије код малих језера може се измерити на терену. На картама и плановима мери се цирклом, курвиметром, или једноставним претварањем криве линије у одређену дуж помоћу уске папирне траке. Тачност одређивања дужине обалске линије зависи од размере, односно, степена генералисања који је на њој извршен. За дужину обалске линије често се каже да представља дужину нулте изобате, а мења се са променама нивоа воде.